# Seleț, Drohobîci
Seleț (în ucraineană Селець) este un sat în comuna Stupnîțea din raionul Drohobîci, regiunea Liov, Ucraina.

## Demografie
Componența lingvistică a localității Seleț
     Ucraineană (100%)
Conform recensământului din 2001, toată populația localității Seleț era vorbitoare de ucraineană (100%).